# 문보연
문보연은 대한민국의 배우이다. 2000년 MBC 29기 공채 탤런트로 데뷔하였다.

## 출연작

### TV드라마
- 2001년 MBC 주간시트콤 《세 친구》
- 2001년 MBC 월화드라마 《홍국영》
- 2001년 MBC 일요아침드라마 《어쩌면 좋아》
- 2001년 MBC 미니시리즈 《호텔리어》
- 2001년 MBC 일일연속극 《결혼의 법칙》
- 2001년 MBC 주말연속극 《그 여자네 집》
- 2001년 MBC 미니시리즈 《반달곰 내 사랑》
- 2001년 MBC 아침드라마 《보고싶은 얼굴》
- 2001년 MBC 미니시리즈 《상도》
- 2001년 MBC 미니시리즈 《가을에 만난 남자》
- 2002년 MBC 아침드라마 《내 이름은 공주》
- 2002년 MBC 미니시리즈 《로망스》
- 2002년 MBC 주말연속극 《맹가네 전성시대》
- 2003년 MBC 월화드라마 《러브레터》
- 2006년 MBC 창사 45주년 특별기획드라마 《주몽》
- 2007년 MBC 미니시리즈 《개와 늑대의 시간》

영화 제 4요일 K역